# Marat Towmasjan
Marat Towmasjan – armeński bokser, brązowy medalista Mistrzostw Europy z roku 2002, uczestnik Mistrzostw Europy z roku 1998, 2004.

## Kariera
W listopadzie 1996 był ćwierćfinalistą 9. Juniorskich Mistrzostw Świata w Hawanie. W ćwierćfinale przegrał przed czasem z reprezentantem Uzbekistanu Rusłanem Czagajewem. W maju 1998 był uczestnikiem Mistrzostw Europy w Mińsku. Przegrał tam swój pierwszy pojedynek w kategorii ciężkiej z Portugalczykiem Abelo de Jesusem, któremu uległ minimalnie na punkty (7:8). W listopadzie 1999 był uczestnikiem turnieju o Złoty Pas rozgrywanego w Bukareszcie. Towmasjan odpadł w eliminacjach, przegrywając na punkty z Niemcem Sebastianem Köberem.
W lipcu 2002 zdobył brązowy medal w kategorii ciężkiej na Mistrzostwach Europy w Permie. W 1/8 finału pokonał przed czasem reprezentanta Szwajcarii Carlo Bernasconiego. W walce o półfinał wyeliminował Francuza Omara Bellouatiego, wygrywając z nim przed czasem w trzeciej rundzie. W półfinale przegrał na punkty z Ukraińcem Wiaczesławem Użelkowem. W czerwcu 2003 doszedł do półfinału turnieju Acropolis Cup rozgrywanego w Atenach. 
W lutym 2004 był uczestnikiem Mistrzostw Europy w Puli. W 1/16 finału kategorii ciężkiej pokonał przed czasem w drugiej rundzie Łotysza Raitisa Ritenieksa. W 1/8 finału przegrał wyraźnie na punkty z reprezentantem Turcji Ertuğrulem Ergezerem. Na przełomie marca i kwietnia 2004 był uczestnikiem Turnieju im. Feliksa Stamma. Turniej w roku 2004 gwarantował zwycięzcom udział na Igrzyskach Olimpijskich w Atenach. Ormianin przegrał na turnieju pierwszą walkę z Niemcem Steffenem Kretschmannem, któremu uległ nieznacznie na punkty (31:34), nie zdobywając kwalifikacji.